# True Magic
True Magic, ursprungligen tänkt att tituleras som Tru3 Magic, är ett album med New York-rapparen Mos Def. Utgiven på Geffen Records. Utgiven 18 december 2006 i Sverige.

## Spellista
1. True Magic
2. Undeniable
3. U R The One
4. Thug Is A Drug
5. Crime & Medicine
6. A Ha
7. Dollar Day
8. Napoleon Dynamite
9. There Is A Way
10. Sun Moon Stars
11. Murder Of A Teenage Life
12. Fake Bonanza
13. Perfect Timing